# Campsicnemus alpinus
Campsicnemus alpinus är en tvåvingeart som först beskrevs av Alexander Henry Haliday 1833.  Campsicnemus alpinus ingår i släktet Campsicnemus och familjen styltflugor. Arten är reproducerande i Sverige. Inga underarter finns listade i Catalogue of Life.